# ATA 오버 이더넷
ATA 오버 이더넷(ATA over Ethernet, AoE)는 브랜틀리 코일 컴퍼니에서 개발한 네트워크 프로토콜로, 이더넷 네트워크를 통해 블록 스토리지 장치에 간단하고 고성능으로 액세스하도록 설계되었다. 저렴하고 표준적인 기술로 스토리지 에어리어 네트워크(SAN)를 구축하는 데 사용된다.

## 프로토콜 설명
AoE는 레이어 2 이더넷에서 실행된다. AoE는 인터넷 프로토콜(IP)을 사용하지 않으므로 인터넷이나 다른 IP 네트워크를 통해 액세스할 수 없다. 이 점에서 iSCSI보다는 파이버 채널 오버 이더넷과 더 유사하다.
프로토콜 계층이 적기 때문에 이 접근 방식은 AoE를 빠르고 가볍게 만든다. 또한 프로토콜을 비교적 쉽게 구현할 수 있으며 고성능으로 선형적인 확장성을 제공한다. AoE 사양은 12페이지이며 iSCSI는 257페이지이다.
AoE 헤더 형식:
```
      0                   1                   2                   3
      0 1 2 3 4 5 6 7 8 9 0 1 2 3 4 5 6 7 8 9 0 1 2 3 4 5 6 7 8 9 0 1
     +-+-+-+-+-+-+-+-+-+-+-+-+-+-+-+-+-+-+-+-+-+-+-+-+-+-+-+-+-+-+-+-+
   0 |                    Ethernet Destination MAC Address           |
     +-+-+-+-+-+-+-+-+-+-+-+-+-+-+-+-+-+-+-+-+-+-+-+-+-+-+-+-+-+-+-+-+
   4 |   Ethernet Destination (cont) |  Ethernet Source MAC Address  |
     +-+-+-+-+-+-+-+-+-+-+-+-+-+-+-+-+-+-+-+-+-+-+-+-+-+-+-+-+-+-+-+-+
   8 |                    Ethernet Source MAC Address (cont)         |
     +-+-+-+-+-+-+-+-+-+-+-+-+-+-+-+-+-+-+-+-+-+-+-+-+-+-+-+-+-+-+-+-+
  12 |     Ethernet Type (0x88A2)    |  Ver  | Flags |     Error     |
     +-+-+-+-+-+-+-+-+-+-+-+-+-+-+-+-+-+-+-+-+-+-+-+-+-+-+-+-+-+-+-+-+
  16 |             Major             |     Minor     |    Command    |
     +-+-+-+-+-+-+-+-+-+-+-+-+-+-+-+-+-+-+-+-+-+-+-+-+-+-+-+-+-+-+-+-+
  20 |                              Tag                              |
     +-+-+-+-+-+-+-+-+-+-+-+-+-+-+-+-+-+-+-+-+-+-+-+-+-+-+-+-+-+-+-+-+
  24 |                              Arg                              |
     +-+-+-+-+-+-+-+-+-+-+-+-+-+-+-+-+-+-+-+-+-+-+-+-+-+-+-+-+-+-+-+-+
```

AoE는 IEEE가 할당한 이더타입 0x88A2를 사용한다.

### ATA 캡슐화
SATA (및 이전 PATA) 하드 드라이브는 ATA 프로토콜을 사용하여 읽기, 쓰기 및 상태와 같은 명령을 발행한다. AoE는 이러한 명령을 이더넷 프레임 내에 캡슐화하여 SATA 또는 40핀 리본 케이블 대신 이더넷 네트워크를 통해 이동할 수 있게 한다. 내부적으로 AoE는 ATA 프로토콜을 사용하지만, 운영 체제에는 디스크를 SCSI로 표시한다. 또한 실제 디스크는 SCSI 또는 다른 종류일 수 있으며, AoE는 ATA 명령 집합을 사용하는 디스크에만 국한되지 않는다. AoE 드라이버를 사용하면 호스트 운영 체제가 원격 디스크를 마치 직접 연결된 것처럼 액세스할 수 있다.
AoE가 제공하는 ATA 캡슐화는 간단하고 저수준이어서, 고성능으로 또는 작고 내장된 장치 내에서, 또는 둘 다에서 변환이 일어날 수 있도록 한다.

### 라우팅 가능성
AoE는 데이터 링크 계층에서 실행되는 계층 2 프로토콜이며, IP를 활용하는 계층 3 위에서 실행되는 다른 SAN 프로토콜과는 다르다. 이는 TCP/IP의 상당한 처리 오버헤드를 줄이지만, 라우터가AoE 데이터를 이기종 네트워크(예: 캠퍼스 네트워크 또는 인터넷)를 통해 라우팅할 수 없음을 의미한다. 대신 AoE 패킷은 단일 로컬 이더넷 스토리지 영역 네트워크(예: 동일한 스위치에 연결된 컴퓨터 집합 또는 동일한 LAN 서브넷 또는 가상 랜) 내에서만 이동할 수 있다.

### 보안
AoE의 비라우팅 가능성은 유일한 보안 메커니즘이다 (즉, 침입자는 라우터를 통해 연결할 수 없다 - 이더넷 프레임 터널링이 라우팅된 네트워크에서 사용되지 않는 경우 로컬 이더넷 스위치에 물리적으로 연결해야 한다). 그러나 암호 확인 또는 암호화를 위한 AoE 특정 메커니즘은 없다. 이 프로토콜은 코레이드 스토리지 어플라이언스, vblade 및 GGAOED와 같은 AoE 대상이 특정 MAC 주소(물론 스푸핑될 수 있음)에서만 연결을 허용하는 액세스 목록("마스크")을 설정하도록 제공한다. 대부분의 AoE는 이더넷 VLAN을 사용하여 보안된다.

### 구성 문자열
AoE 프로토콜은 호스트 기반 협력 잠금 메커니즘을 제공한다. 하나 이상의 AoE 이니시에이터가 AoE 대상을 사용할 때, 공유 AoE 장치에서 구성 문자열 데이터를 읽고 쓰는 동안 서로 간섭하는 것을 피하기 위해 통신해야 한다. 이러한 협력 없이는 액세스가 엄격하게 읽기 전용이거나 클러스터 파일 시스템을 사용하지 않는 한 파일 시스템 손상 및 데이터 손실이 발생할 가능성이 높다.
AoE에서 제공하는 한 가지 옵션은 스토리지 장치 자체를 특정 호스트 액세스를 결정하는 메커니즘으로 사용하는 것이다. 이것이 AoE "구성 문자열" 기능이다. 구성 문자열은 장치를 사용하는 주체 및 기타 정보를 기록할 수 있다. 둘 이상의 호스트가 동시에 구성 문자열을 설정하려고 하면 하나만 성공한다. 다른 호스트는 충돌에 대해 통보받는다.

## 운영체제 지원
다음 운영체제는 ATA over Ethernet (AoE)을 지원한다:
| OS                    | 지원                 | 타사 드라이버 |
| --------------------- | -------------------- | --- |
| 리눅스                | 네이티브 (2.6.11+)   | 코레이드 |
| 윈도우                | 타사                 | 스타윈드 소프트웨어 AoE 이니시에이터, WinAoE, WinVBlock |
| Mac OS X 10.4 이상    | 타사                 | 2006년부터 2010년까지 2°프로스트 테크놀로지스는 독점 소프트웨어를 개발하고 윈도우 및 맥 시장에서 AoE 스토리지 솔루션을 판매했다. 맥 구현은 자체 개발이었고 윈도우 버전은 스타윈드 소프트웨어로부터 OEM으로 공급받았다. |
| Mac OS X 10.5 및 10.6 | 타사                 | 스몰 트리 커뮤니케이션즈 |
| 솔라리스              | 타사                 | 코레이드 |
| FreeBSD               | 타사                 | 코레이드 (오래됨) |
| OpenBSD               | 네이티브 (4.5 ~ 5.6) | |
| VM웨어                | 타사                 | 코레이드 |
| 벨 연구소의 플랜 9    | 네이티브             | |

## 하드웨어 지원
코레이드는 이더드라이브 브랜드로 다양한 AoE SAN 어플라이언스를 제공했으며, 네트워크 결합 스토리지 기능을 추가하는 디스크 없는 게이트웨이도 제공하여 하나 이상의 AoE 어플라이언스에 NFS 또는 SMB 프로토콜을 사용했다. 코레이드 브랜드는 현재 코레이드를 설립한 브랜틀리 코일이 설립한 사우스스위트(SouthSuite, Inc.)가 소유하고 있다.
2007년 레이어워커는 미니SAN이라는 AoE 하드웨어를 발표했으며, 이는 고속 및 기가비트 이더넷에서 실행된다. 미니SAN 제품군은 표준 AoE 서버 기능과 PC, 소비자 및 중소기업 시장을 겨냥한 다른 관리 기능을 제공한다.

## 관련 개념
AoE는 간단한 네트워크 프로토콜이지만, 복잡한 스토리지 가능성을 열어준다. 이러한 스토리지 시나리오를 이해하고 평가하려면 몇 가지 개념에 익숙해지는 것이 도움이 된다.

### 스토리지 영역 네트워크
SAN을 사용하면 물리적 하드 드라이브를 사용하는 서버에서 분리하여 네트워크에 배치할 수 있다. SAN 인터페이스는 SATA 또는 SCSI와 같은 비네트워크 인터페이스와 원칙적으로 유사하다. 대부분의 사용자는 SAN 인터페이스를 직접 사용하지 않는다. 대신, 로컬 디스크 대신 SAN 디스크를 사용하는 서버에 연결한다. 그러나 직접 연결도 사용할 수 있다.
SAN 네트워크를 사용하여 스토리지에 액세스할 때 로컬 디스크에 비해 몇 가지 잠재적인 이점이 있다.
- 스토리지 용량을 추가하기 쉽고 스토리지 양이 실질적으로 무제한이다.
- 스토리지 용량을 재할당하기 쉽다.
- 데이터를 공유할 수 있다.
- 또한, 다른 형태의 네트워크 스토리지와 비교할 때, SAN은 저수준이며 고성능이다.

### 스토리지 영역 네트워크 사용
SAN 디스크를 사용하려면 호스트가 파일 시스템으로 포맷해야 한다. 그러나 SATA 또는 SCSI 디스크와 달리 SAN 하드 드라이브는 여러 컴퓨터에서 액세스할 수 있다. 이는 위험과 기회 모두의 원천이다.
기존 파일 시스템(예: FAT 또는 Ext3)은 단일 호스트가 액세스하도록 설계되었으며, 여러 컴퓨터에서 액세스할 경우 예측할 수 없는 동작을 유발할 수 있다. 이러한 파일 시스템은 사용될 수 있으며, AoE는 AoE 대상이 동시 액세스로부터 보호될 수 있는 메커니즘을 제공한다 (참조: 구성 문자열).
공유 디스크 파일 시스템은 개별 파일에 대한 동시 액세스를 조정하여 여러 컴퓨터가 단일 하드 디스크를 안전하게 사용할 수 있도록 한다. 이러한 파일 시스템은 중간 서버나 파일 시스템 없이 여러 컴퓨터가 동일한 AoE 대상에 액세스할 수 있도록 하는 데 사용될 수 있다(그리고 더 높은 성능으로).

## 같이 보기
- 하이퍼 SCSI
- iSCSI
- 파이버 채널 오버 이더넷 (FCoE)
- 인피니밴드
- 네트워크 블록 장치